# On n'est pas des anges... elles non plus

On n'est pas des anges... elles non plus est un film français réalisé par Michel Lang, sorti en 1981.

## Synopsis
Trois garçons et une fille, amis de jeunesse, ont l'habitude de faire ensemble les 400 coups. Mais le jour où leur amie Marie-Laure tombe amoureuse, les trois amis, furieux, vont tout faire pour empêcher l'idylle.

## Fiche technique
- Réalisation : Michel Lang
- Assistant réalisation : Claire Denis et Alain Tasma
- Décors : Jean-Claude Gallouin
- Durée : 108 minutes
- Genre : comédie
- Pays :  France
- Sortie en salles en France le 1er avril 1981

## Distribution
- Sabine Azéma : Marie-Laure Forestier
- Pierre Vernier : Grégoire Dermoncourt
- Henry Courseaux : Roland Lorilloux
- Georges Beller : Gilles
- Duilio Del Prete : Vittorio
- Marie-Anne Chazel : Clothilde Le Vagec
- Marie-Catherine Conti : Florence Loriol
- Michèle Grellier : Colette Dermoncourt
- Jacques François : Jacques Loriol
- Bascha Campary : Trudi
- Elisa Servier : Alicia
- Max Montavon : l'homosexuel à la piscine
- Anna Gaël
- Joëlle Guillaud : Duverget
- Caroline Jacquin : Solange, l'assistante de Marie-Laure
- Madeleine Bouchez : Tantante
- Yan Brian
- Marlène Auffret : La fille Dermoncourt
- Max Amyl : Le maître d'hôtel
- Jean Reno
- Luc Delhumeau
- Georgina Downes Powell : La postière anglaise
- David Gabison : Le premier jogger avec Jacques Loriol (sous le nom Alain-David Gabison)
- Gillian Gill : La grosse dame sauna
- Bunny Godillot
- Thamila Mezbah
- Anne Serard
- Verena Steffen
- François Berléand : non crédité
- Isabelle Mergault : non crédité